# Capsicum baccatum
Capsicum baccatum L. è una pianta della famiglia delle Solanacee, originaria del Sud America.
Contiene molte varietà, sia ornamentali che eduli. Tra le prime ricordiamo il "Bishop crown", mentre la più diffusa cultivar edibile è l'"Aji amarillo" peruviano, usato nel ceviche, il piatto nazionale. La maggior parte delle varietà note come ají in sud america appartengono a C. baccatum. Si è evoluto probabilmente in Bolivia o nello stesso Perù, ed è stato domesticato verso il 9500 a.C. Già le popolazioni preincaiche svilupparono molte varietà, aumentando la grandezza dei frutti e rendendoli non decidui. Esistono due forme selvatiche: 
C. baccatum var. baccatum e C. baccatum var. microcarpum, quest'ultimo noto come "bird pepper" in Sud America. Viene coltivato principalmente in Argentina, Brasile, Bolivia, Colombia, Ecuador, Perù.

## Descrizione
C. baccatum è un arbusto a portamento eretto, simile ad un piccolo albero, alto da 0,5 fino a 2 metri nei paesi d'origine, con foglie lanceolate, verdi. I fiori, a corolla bianca con macchie dal giallo al verde al marrone, singoli, con stami gialli e antera gialla o marrone, a 5 - 7 petali, compaiono all'ascella delle foglie, uno per nodo, in estate. Il frutto è un bacca, di colore verde all'inizio, con colorazioni del frutto maturo dal bianco al viola, passando per le varie tonalità di giallo, arancio e rosso. Anche la forma è variabilissima, tanto che la maggior parte delle varietà è utilizzato a scopo ornamentale. Ogni pianta produce molti frutti arrivando a più di quaranta per pianta. Una varietà nota come puca-uchu è simile ad un rampicante.

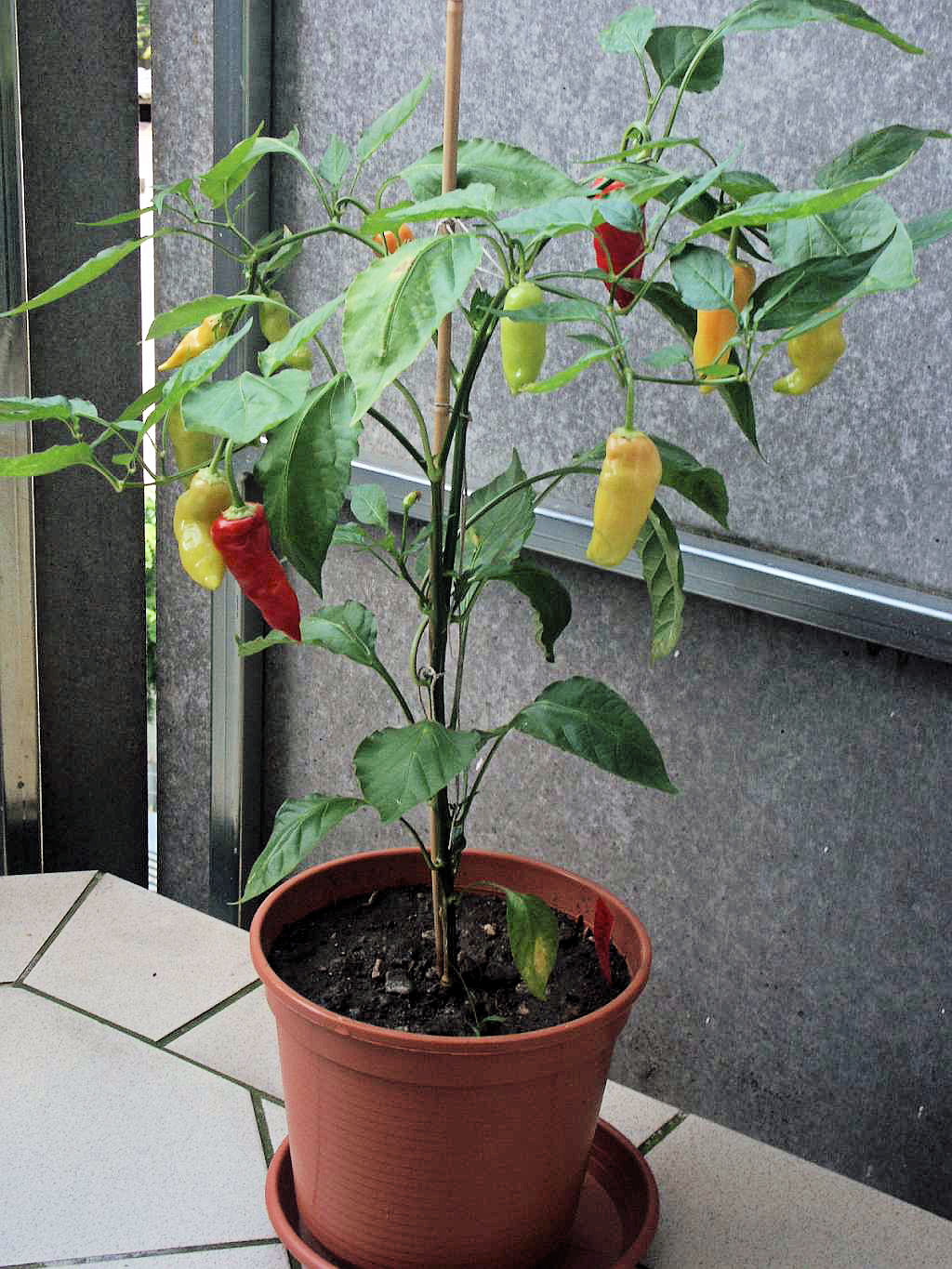
Fusto e frutti
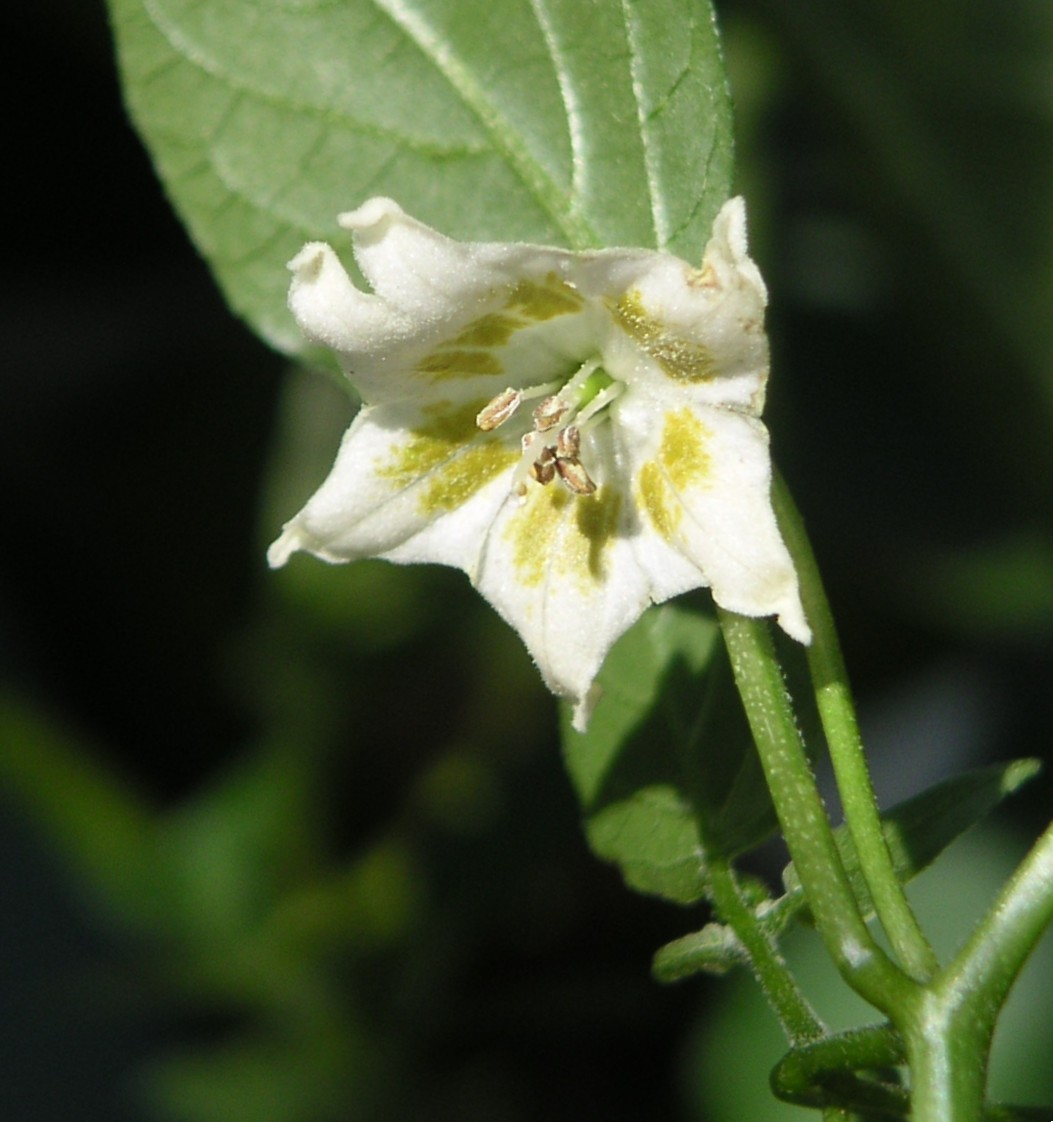
Dettaglio del fiore
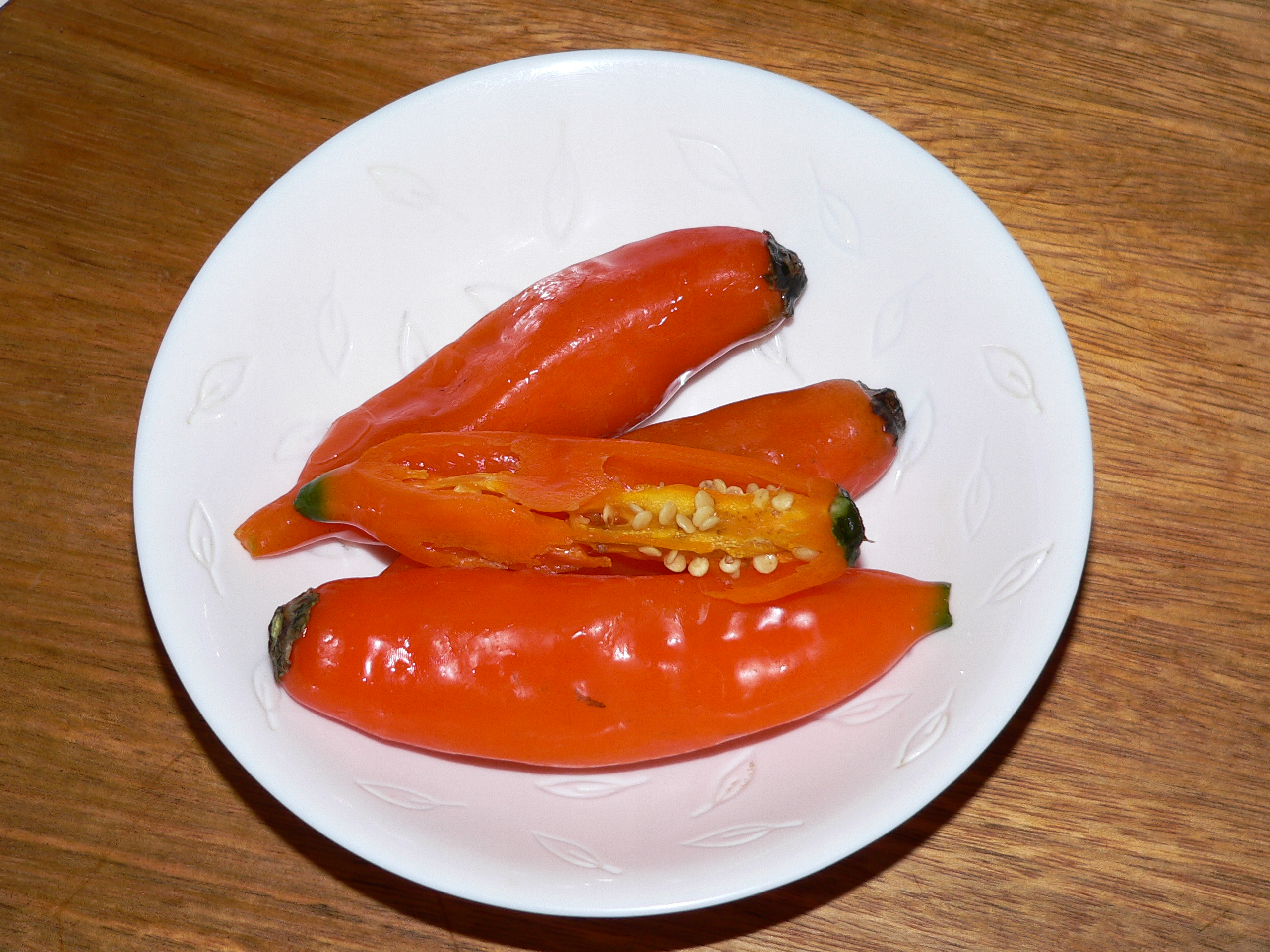
Ají peruviano colore arancio

## Piccantezza
La variabilità del contenuto in capsaicina, e quindi di piccantezza, all'interno di C. baccatum varia da 5.000 a 50.000 unità di Scoville. Sotto riportiamo una tabella delle principali varietà e cultivar. 
| Varietà      | Tipo di frutto             | Nome scientifico             | Unità di Scoville |
| Bird pepper  | sferico-conico, 0,5 – 2 cm | C. baccatum var. microcarpum | 30.000 - 50.000   |
| Aji amarillo | conico largo, 10 – 15 cm   | C. baccatum var. pendulum    | 5.000 - 15.000    |